# Museo de la Brigada Militar
El Museo de la Brigada Militar es un museo ubicado en la ciudad de Porto Alegre, Brasil. Esta dedicado a la divulgación de la memoria de la Brigada Militar de Río Grande del Sur. Fue fundado en 1985 y abrió al público en 1987. La antigua sede ubicada en la Avenida Aparício Borges es un edificio histórico inaugurado en 1910 y declarada como patrimonio histórico por el IPHAE. Desde el año 2000 se encuentra en un proceso de restauración que, hacia el 2024, aún no concluye. La nueva sede, ubicada en la rúa da Praia - a dónde se trasladó el museo en el 2000, es la sede original del Comando General de la Brigada construido en 1929. La Brigada pretenden mantener ambos edificios como museos.

## Historia
La idea de un museo para preservar la memoria de la Brigada Militar de Río Grande del Sur había sido defendida por el Teniente Hélio Moro Mariante desde 1947 pero sólo fue creado el 14 de octubre de 1985, por decreto 32,030, y esta abierto al público en mayo de 1987 en un edificio construido en 1910 en Chácara das Bananeiras, situado en la avenida Aparício Borges, en el barrio de Partenon. El edificio es de gran interés arquitectónico, y originalmente sirvió como pabellón de tiro y entrenamiento de combate para los soldados de la Brigada Militar.
El edificio fue declarado como patrimonio por el IPHAE en 1990 cuando ya se encontraba en estado de deterioro. Fue desalojado en 2000 para ser sometido a una restauración completa siendo depositada la colección en el entonces Cuartel de la Comandancia General de la Brigada, en la rúa da Praia n.º 498, en el Centro Histórico de Porto Alegre. Se han habilitado salas de exposiciones, un archivo y una biblioteca y el museo se ha reabierto a las visitas públicas. Esta mansión fue proyectada por el ingeniero Teófilo Borges de Barros y fue inaugurada en 1929.
Sin embargo, las obras en el antiguo edificio llevan mucho tiempo retrasadas. En 2005, el Ministerio Público fue llamado para exigir el inicio inmediato de las obras de restauración,  recibiendo una decisión favorable en 2007, ordenando el inicio de las obras en un plazo de 90 días. Las obras no se concluyeron y se paralizaron en 2011.
En 2023, el Estado aún no había atraído a las empresas a la licitación, pero en 2024 las obras ya estaban en marcha. Según declaraciones de la Brigada, la idea es mantener los dos edificios como museos, debido al constante crecimiento de la colección.

## Colección
El acervo está compuesto por importantes revistas y libros que retratan la historia de la Brigada Militar, además de diversos objetos, muebles, piezas de uniformes, medallas y armas que reviven la memoria de la corporación y, por extensión, del propio estado de Rio Grande do Sul a lo largo de los últimos 180 años. Su biblioteca posee, entre otras rarezas, la colección completa de la Revista do Globo (1,100 números de 1929 a 1967), documentos de los siglos XIX y XX y Boletines Generales.